# Admiralty Inlet (Nunavut)
Admiralty Inlet – cieśnina w północnej Kanadzie, na obszarze terytorium Nunavut i regionu Qikiqtaaluk. Na północy łączy się z Cieśniną Lancastera i ciągnie się wzdłuż zachodniego brzegu Ziemi Baffina (półwyspy Brodeur i Borden) aż do Jungersen Bay na południu. Po drodze wychodzi z niej wiele innych zbiorników wodnych, m.in. cieśnina Elwina, Zatoka Baillarge, cieśnina Strathcona, Zatoka Victora, cieśnina Adamsa, cieśnina Levasseur i cieśnina Moffeta. Na wodach cieśniny Admiralicji znajduje się również wiele wysp, w tym Peter Richards Islands, Yeoman i Saneruarsuk Islands.
Osada Arctic Bay znajduje się na półwyspie Uluksan, wcinającym się w wody cieśniny Admiralicji.
W wodach cieśniny występują licznie narwale, morsy i niedźwiedzie polarne